# Fausto Pesci
Fausto Pesci (Roma, ... – Fier, 4 settembre 1916) è stato un aviatore e militare italiano. 
Pluridecorato ufficiale del Corpo dei Granatieri del Regio Esercito, combatte durante la Guerra italo-turca e la prima guerra mondiale. Durante la Grande Guerra prestò servizio nel Corpo Aeronautico. Decorato con cinque Medaglie d'argento e una di bronzo al valor militare.

## Biografia
Nacque a Roma da nobile famiglia originaria di Città della Pieve, e nel 1902 si arruolò volontario nel Regio Esercito come soldato semplice. Assegnato al 2º Reggimento "Granatieri di Sardegna", salì la gerarchia militare promosso via via al grado di caporale, di sergente, e di sergente maggiore. Il 4 settembre 1908 fu promosso sottotenente, entrando nel corpo degli ufficiali. Prese parte alla Guerra italo-turca nelle file del 1º Reggimento "Granatieri di Sardegna" combattendo in Tripolitania, dove fu decorato con una Medaglia d'argento e una di bronzo al valor militare. Nel novembre del 1914 conseguì la laurea in scienze politiche e coloniali presso l’Istituto Superiore di Studi Commerciali e Amministrativi di Roma.
Il 1 maggio 1915, in vista dell'entrata in guerra dell'Italia, fu assegnato al Battaglione Aviatori  dove frequentò il corso per osservatore d'aeroplano. Promosso capitano, il 13 giugno, raggiunse il territorio dichiarato in stato di guerra. Trasferito definitivamente al Corpo Militare Aeronautico il 19 agosto entrò in servizio nella 5ª Squadriglia da ricognizione e combattimento e dal 2 marzo 1916 nella 13ª Squadriglia da ricognizione e combattimento nella Campagna di Albania, diventata dal 15 aprile 34ª Squadriglia aviatori di stanza a Valona.
Il 1 aprile 1916 ammarò con un idrovolante nei pressi della base austro-ungarica di Punta Samana, e sceso a terra a nuoto insieme con tre altri ufficiali, il tenente di vascello Giovanni Roberti di Castelvero, il sottotenente di vascello Lionello Caffaratti e il capitani Leopoldo De Rada, distrusse i baraccamenti, la locale stazione telefonica e i depositi munizioni costringendo il nemico alla fuga.

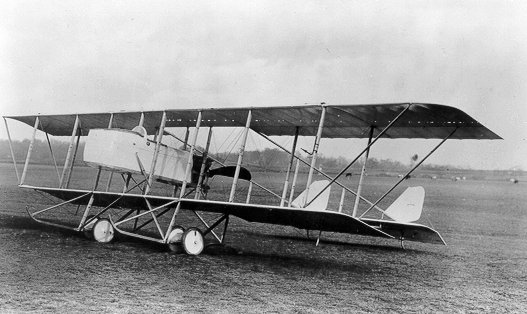
Un Farman MF 1914 del tipo su cui si trovava come osservatore il capitano Fausto Pesci.

Il 6 giugno dello stesso anno eseguì una particolare missione su Durazzo, dove lasciò cadere alcuni volantini che riportavano la notizia dell'abbattimento del velivolo del tenente Kluker, e che la sua salma era stata tumulata con tutti gli onori militari.
Il suo aereo, un Maurice Farman MF.1914, con ai comandi il caporale pilota Giorgio Castelletta venne abbattuto il 4 settembre da un Hansa-Brandenburg C.I austriaco pilotato da Julius Arigi. Seppellito con tutti gli onori militari  nel piccolo cimitero cristiano di Fier, un velivolo austriaco dette notizia della sua morte lasciando cadere un messaggio, foto della tomba e alcuni effetti personali sul campo d'aviazione di Valona.
Decorato con cinque Medaglie d'argento e una di bronzo al valor militare, e ricevuto un Encomio Solenne, nel dopoguerra gli fu intitolato l'aeroporto di Bologna-Panigale Una via di Roma porta il suo nome. Il poeta Guido Contini gli dedicò la seguente ode: Fausto Pesci, nobile cavaliere del cielo, levitasti gli Alamari d'argento sulle perigliose rotte nemiche...

### Annotazioni
1. ↑  L'aereo del tenente Kluker era stato abbattuto nel corso del mese di maggio sul basso Adriatico, e la salma dello sfortunato aviatore era stata recuperata in mare qualche giorno dopo.
2. ↑  Inaugurato ufficialmente il 2 settembre 1931, è ora intitolato allo scienziato Guglielmo Marconi.

### Fonti
1. 1 2 3 4 5 6 7 8 9  Il Granatiere n.1, gennaio-marzo 2006, p. 10.
2. ↑  Mancini 1936, p. 490.
3. ↑  Gazzetta Ufficiale del Regno d'Italia n.232 del 18 settembre 1915.
4. 1 2 3  La Rivista Italiana di Aeronautica n.1, 25 gennaio 1917, p. 19.
5. 1 2 3  Magionami 2010, p. 356.
6. ↑  La Rivista Italiana di Aeronautica n.1, 25 gennaio 1917, p. 20.